# Zhang Yueran
Zhang Yueran (Chinees: 张悦然) (Jinan, 7 november 1982) is een Chinees schrijfster en wordt gezien als een van de belangrijkste auteurs van haar generatie.
Zhang Yueran werd in 1982 geboren in Jinan in de provincie Shandong. Haar vader was professor aan de Universiteit van Shandong. Zhang begon al op haar veertiende met het schrijven van korte verhalen en won al in 2001 een belangrijke literaire prijs. Ze studeerde Engels en rechten aan de Universiteit van Shandong en behaalde haar master in computer science in Singapore. In een interview in 2019 vertelde ze dat zowel haar studie als de stad Singapore een goede inspiratiebron waren: ’s avonds is de stad een ‘duistere, griezelige plek’ met bovendien een sterkte traditie van spookverhalen.
Zhang publiceerde verschillende verhalenbundels, waaronder 1890: een zonnebloem verdwijnt en Tien liefdes, en daarna ook verschillende romans. Ze is sinds 2008 de hoofdredacteur van het literaire tijdschrift Newriting en doceert internationale literatuur aan de Renmin-universiteit van China in Beijing.

## Beknopte bibliografie
- 1890: een zonnebloem verdwijnt (Kuíhuā zǒushī yǔ 1890 葵花走失与1890, 2003), korte verhalen.
- Tien liefdes (Shí ài 十爱, 2003), korte verhalen, vertaald onder redactie van Annelous Stiggelbout (Amsterdam: De Geus, 2020).
- Verre kers (Yīngtáo zhī yuǎn 樱桃之远, 2004), roman.
- De spijker (Jiǎn 茧, 2016), roman. (Amsterdam: Prometheus, 2023.)

- Bibliothèque nationale de France: cb15073555p (data)
- Gemeinsame Normdatei: 173771289
- International Standard Name Identifier: 0000 0000 6664 0140
- Library of Congress Control Number: no2006107891
- Nationale bibliotheek van Australië: 40004101
- Nationale Bibliotheek van Israël: 987012289411705171
- Nationale Bibliotheek van Polen: a0000003729260
- Nederlandse Thesaurus van Auteursnamen: 315679697
- Système universitaire de documentation: 223467332
- Trove: 1169866
- Virtual International Authority File: 71684082
- WorldCat: E39PBJkttTBmb8qXr4MYpwwt8C